# مكان ما (فلم)
مكان ما (بالإنجليزية: Somewhere) هو فيلم دراما أُصدر في الولايات المتحدة سنة 2010. الفيلم من إخراج وكتابة صوفيا كوبولا. الفيلم بطولة ستيفن دورف وإيل فانينغ وميشيل موناغان وكريس بونتيس وسيمونا فنتورا. تقع أحداث الفيلم في قصر في لوس أنجلوس حيث يعيش هناك ممثل هوليوودي لوحده لكنه يفاجأ بزيارة من ابنته، تجعله يعيد النظر في حياته. بلغت تكلفة إنتاج الفيلم حوالي 7 مليون $ بينما حقق أرباحا تقدر بـ $13,936,909. مشاهد من الفيلم مستوحاة من تجارب الطفولة لصوفيا كوبولا كابنة لفرانسيس فورد كوبولا.
عرض الفيلم خلال مهرجان البندقية السينمائي الدولي ال67، حيث تلقى جائزة الأسد الذهبي لأفضل فيلم.

## وصلات خارجية
- مقالات تستعمل روابط فنية بلا صلة مع ويكي بيانات

1. ↑  "معلومات عن مكان ما (فيلم) على موقع catalog.afi.com". catalog.afi.com. مؤرشف من الأصل في 2019-09-26.
2. ↑  "معلومات عن مكان ما (فيلم) على موقع bechdeltest.com". bechdeltest.com. مؤرشف من الأصل في 2019-12-14.
3. ↑  "معلومات عن مكان ما (فيلم) على موقع metacritic.com". metacritic.com. مؤرشف من الأصل في 2018-06-24.